# Елгаштина, Мария Николаевна
Мари́я Никола́евна Елга́штина (14 июня 1873, Барнаул — 10 ноября 1966, Уфа) — русская художница, живописец, график, художница театра, народный художник Башкирской АССР (1955), одна из основательниц башкирского изобразительного искусства; советский режиссёр кукольного театра.

## Биография
Елгаштина Мария Николаевна родилась 14 июня 1873 года в Барнауле. В начале 1890-х годов оказалась в Москве. Девичья фамилия — Давидович-Нащинская, дочь первого мэра г. Барнаула. Отец, Николай Андреевич Давидович-Нащинский, по специальности — горный инженер, хорошо танцевал, музицировал, играл в спектаклях. Мать, Луиза Петровна (урождённая Томсон), выпускница Смольного института, поощряла в детях увлечение живописью, балетом, драматическим театром. Впечатления о прочитанном и увиденном в любительских спектаклях девочка переносила в домашний кукольный театр.
С 1892 по 1894 год Мария училась в «Школе рисования в отношении к искусствам и ремеслам» (больше известно как Строгановское училище).
С 1903 по 1905 год жила и работала в Плёсе, где сблизилась с художниками А. М. Кориным и М. П. Клодтом, изучала творчество Левитана. Выйдя замуж за Ивана Семёновича Елгаштина, смотрителя императорских конюшен, до 1906 года Мария Николаевна жила с мужем на конезаводе в Тургайской степи, затем в Барнауле и других городах. Когда детям пришло время идти в школу (у них было четверо детей — Зинаида, Мария, Николай и Алексей. Во время революции мальчики погибли, один умер от тифа, второй — неизвестно) в 1906 году, Елгаштина попала в Уфу. Осенью 1913 года практически по её инициативе появился первый в Уфе организованный коллектив художников — «Уфимский кружок любителей живописи». В 1915 году к кружку с энтузиазмом присоединился самый известный «бубнововалетец» Давид Бурлюк, поселившийся в селе Иглино. Её мужа, Ивана Семёновича Елгаштина, после революции сделали лишенцем, так как работа на конезаводе предполагала чин полковника царской армии. С горя он ослеп. С ними оставался денщик, косвенно положивший начало кукольному театру.
В 1919—1929 годах Мария Николаевна принимала участие в организации Башкирского художественного музея имени М. В. Нестерова и комплектовании музейной библиотеки.
В 1931—1955 годах Елгаштина была основателем и главным художественным руководителем объединённого театра кукол в Уфе. В театре она сама делала куклы и привлекла к этому свою дочь Зинаиду, сама рисовала эскизы декораций к постановкам первых спектаклей, сама играла, была руководителем и режиссёром. В годы Великой Отечественной войны театр обслуживал раненых, а летом 1944 года бригада из десяти человек выезжала на Карельский фронт, где актёры выступали в дивизиях и прифронтовых госпиталях. В театре Мария Николаевна работала с 1932 по 1955 год.
Член Союза художников с 1937 года. Заслуженный деятель искусств БАССР (1944). Народный художник БАССР (1955).

## Семья
Дочь Марии Елгаштиной Зинаида Ивановна Елгаштина, в замужестве Сомова (1897—1979) — балерина, ученица Вацлава Нижинского; оставила небольшие воспоминания о Максимилиане Волошине.
Вторая дочь Марии Елгаштиной Мария Ивановна вышла замуж за Беляева Бориса Ивановича, родила дочь, Беляеву Марианну Борисовну, и в возрасте 20 лет умерла от тифа.

## Творчество
Елгаштина писала главным образом пейзажи. Для её произведений свойственны поэтичность, мягкое созвучие сближенных тонов, изящество цвета, тонкая проработка формы.
Основные работы Марии Николаевны:
Река Сим, акв., 1926
Дали, акв., 1930
Дорожка, акв. 1939
Сумерки, акв., 1940
Уфа в прошлом, х. м., 1944
Голубые просторы, х. м., 1946
Серия натюрмортов, акв., 1955—1961
Автор пьес для кукольного театра «Весёлые гости», «Праздничный подарок», инсценировок «Сказка о царе Салтане», «Сказка о мёртвой царевне».
Её работы находятся в Государственном художественном музее им. М. В. Нестерова Республики Башкортостан.

## Выставки
- Выставки участников «Уфимского общества любителей живописи», 1913—1918
- Выставка Уфимского отделения АХРРа, Уфа, 1926—1936
- Республиканские выставки, Уфа, 1937—1955
- Выставка работ художников старшего поколения РСФСР, Москва, 1940
- Декадная выставка произведений художников БАССР (посмертно), Москва, Ленинград, 1969
- Выставка произведений художников национальных окраин Советской России в США, г. Сан-Диего, 1929
- Персональная выставка, посвящённая 80-летию со дня рождения, Уфа, 1953
- Персональная выставка, посвящённая 90-летию со дня рождения, Уфа, 1963
- Персональная выставка, посвящённая 100-летию со дня рождения, Уфа, 1973

## Награды
- Орден «Знак Почёта» (1955).
- Медаль «За доблестный труд в Великой Отечественной войне 1941—1945 гг.»
- Народный художник Башкирской АССР (1955).
- Заслуженный деятель искусств Башкирской АССР (1944).